# Trinidad Jiménez

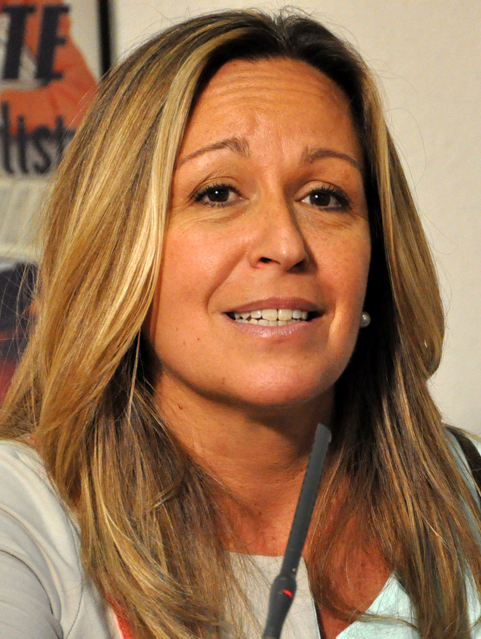
Trinidad Jiménez (2010)

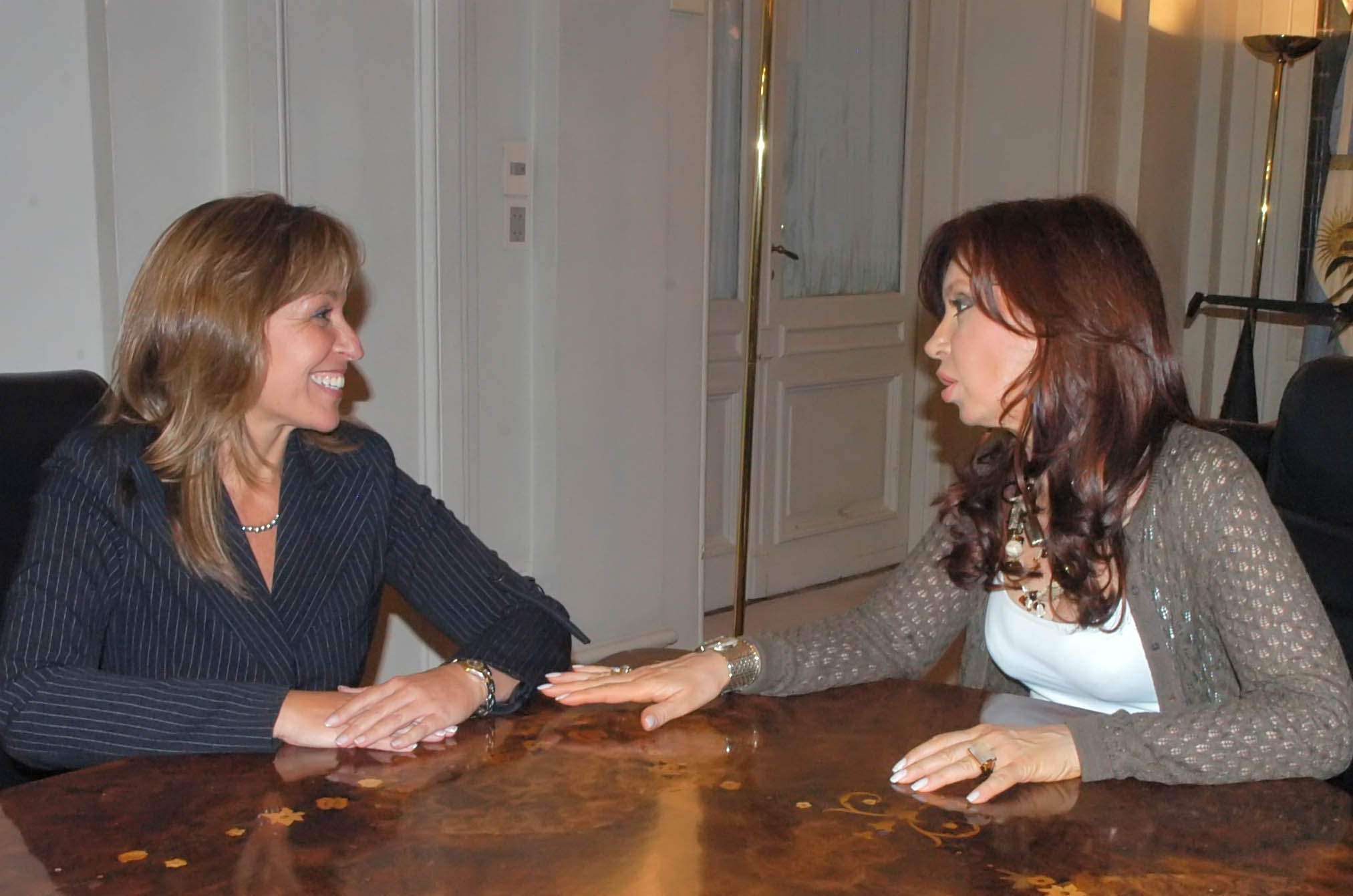
Jiménez (links) mit Cristina Fernández de Kirchner

Trinidad Jiménez García-Herrera [tɾiniˈðað xiˈmeneθ] (* 4. Juni 1962 in Málaga) ist eine spanische PSOE-Politikerin. Sie war von April 2009 bis Oktober 2010 Ministerin für Gesundheit und Soziales im Kabinett Zapatero. Zuvor war sie Staatssekretärin für Iberoamerika im Außenministerium. Von 2010 bis Dezember 2011 war sie Ministerin für Auswärtige Angelegenheiten und Zusammenarbeit.
Jiménez studierte Jura in Madrid. 1984 trat die der Spanische Sozialistische Arbeiterpartei (PSOE) bei. 1990 bis 1992 arbeitete sie in Äquatorialguinea, u. a. an der juristischen Fakultät der Universität Bata. Während sie fürs PSOE-Sekretariat für internationale Beziehungen für Amerika zuständig war, arbeitete sie auch bis 1997 als Beraterin für Felipe González.
2001 war sie Vizepräsidentin der Sozialdemokratischen Partei Europas. Sie kandidierte 2003 für das Amt der Bürgermeisterin Madrids. Am 13. September 2006 wurde sie zur Staatssekretärin für Iberoamerika im spanischen Außenministerium ernannt; am 7. April 2009 kündigte Regierungschef José Luis Rodríguez Zapatero bei einer Kabinettsumbildung ihre Ernennung zur Ministerium für Gesundheit und Soziales an. Bei einer erneuten Kabinettsumbildung am 20. Oktober 2010 wurde sie Nachfolgerin Miguel Ángel Moratinos’ im Ministerium für Auswärtige Angelegenheiten und Zusammenarbeit.
2016 wurde ihr der große Orden der Aufgehenden Sonne am Band verliehen.